# Artillerieregiment 1 (Bundeswehr)
Das Artillerieregiment 1 war ein Verband der Artillerietruppe des Heeres der Bundeswehr.

## Geschichte
Das Artillerieregiment 1 „Niedersachsen“ wurde am 1. Juli 1956 als Feldartillerie-Regiment 1 (F.A.R. 1) in Hamburg-Rahlstedt aufgestellt. Das Personal stammte zu großen Teilen aus der III. Abteilung der Grenzschutzgruppen 6 und 7 und wurde unter der Führung von Oberstleutnant Reißmüller in der Graf-Goltz-Kaserne untergebracht. Die Ausrüstung stammte aus US-Beständen in Form der Feldhaubitzen M2 A1 (105 mm) und M1 A2 im Kaliber 155 mm. Im Zuge der Umstrukturierung der Bundeswehr, insbesondere der Einführung der Heeresstruktur II, wurde auch das Feldartillerie-Regiment 1 zunächst aufgeteilt in ein Bataillon, das der Artillerie einer Brigade eingegliedert wurde, und ein Bataillon, welches den Grundstein für das Artillerieregiment 1 bilden sollte.
Die Umbenennung des Verbandes in Artillerieregiment 1 (Art.Rgt. 1) erfolgte am 16. März 1959. Da gemäß der Heeresstruktur II dem Regiment ein weiteres Bataillon zustand, wurde dem Artillerieregiment 1 am 16. Oktober 1964 das bisher zur Korps-Artillerie gehörende Raketenartilleriebataillon 140 aus Nienburg/Weser unterstellt und zugleich in Raketenartilleriebataillon 12 umbenannt. Während der Sturmflut 1962 waren Teile des Regiments an den Hilfeleistungen bei der Flutkatastrophe im Elbgebiet beteiligt. Soldaten des Artillerieregiments 1 waren darüber hinaus im August 1975 an der Bekämpfung der Waldbrandkatastrophe in Niedersachsen beteiligt. In dieselbe Kategorie fallen auch die Einsätze an der Oder während der Oderflut 1997 und des Elbhochwassers im Jahre 2002. Einzelne Soldaten des Artillerieregiments 1 haben auch an den humanitären bzw. friedenssichernden Einsätzen im ehemaligen Jugoslawien im Rahmen der IFOR und SFOR in Bosnien-Herzegowina sowie der KFOR in Mazedonien und dem Kosovo sowie am Einsatz in Afghanistan (ISAF) teilgenommen.
Seit 1969 hatte das Artillerieregiment 1 auch die Traditionspflege des 1. preußischen Artillerieregiments übernommen. Der Beiname Niedersachsen wurde dem Regiment anlässlich der Feierlichkeiten zum 40-jährigen Bestehen im Juli 1996 durch den parlamentarischen Staatssekretär Bernd Wilz verliehen.
Die Außerdienststellung am 30. September 2003 aufgrund der Umstrukturierung der Bundeswehr erfolgte im feierlichen Rahmen eines Großen Zapfenstreiches am 19. März 2003.